# Mortonagrion alcyone
Mortonagrion alcyone är en trollsländeart som först beskrevs av Harry Hyde Laidlaw, Jr. 1931.  Mortonagrion alcyone ingår i släktet Mortonagrion och familjen dammflicksländor. IUCN kategoriserar arten globalt som otillräckligt studerad. Inga underarter finns listade i Catalogue of Life.